# Татьянино (Костромская область)
Татьянино — село в Нерехтском районе Костромской области. Входит в состав Волжского сельского поселения.

## География
Находится в юго-западной части Костромской области на расстоянии приблизительно 16 км на восток-северо-восток по прямой от районного центра города Нерехта.

## История
Село известно с 1535 года, когда оно было дано в поместье Ивашову — дьяку Посольского приказа. Позднее принадлежало стрелецкому полковнику Н. И. Колобову, потом его дочери, вышедшей замуж за М. Г. Собакина, построившего здесь в 1733 году каменную Рождественскую церковь. Впоследствии селом владели потомки указанного выше Ивашова и помещик В. А. Аладин.

## Население
Постоянное население составляло 124 человека в 2002 году (русские 99 %), 108 в 2022.